# هالة بدري
هاله بدري هي المدير العام لهيئة دبي للثقافة والفنون (دبي للثقافة). تم تعيينها في هذا المنصب في عام 2019 حيث عملت سابقاً في العديد من القطاعات الأخرى، بما في ذلك مجال النفط والاستدامة والتسويق. قبل تعيينها في دبي للثقافة، كانت هالة نائب الرئيس التنفيذي للعلامة التجارية والاتصالات في شركة الإمارات للاتصالات المتكاملة دو، ثاني أكبر شركة اتصالات في الإمارات العربية المتحدة. تحت قيادتها، كانت شركة دو أول مؤسسة إماراتية تستخدم تويتر لحل شكاوى العملاء. وهي أيضاً مستشارة أولى سابقة لشركة بترول أبوظبي الوطنية (أدنوك).

## التعليم
هالة بدري هي مديرة معتمدة أكملت برنامج المديرين الدوليين مع إنسياد. حصلت على ماجستير إدارة الأعمال الإلكترونية من جامعة زايد، ودبلوم عالي في تكنولوجيا الاتصالات (صحافة) من كليات التقنية العليا.

## السيرة المهنية
في أبريل 2019، عينت هالة بدري مديراً عاماً لهيئة الثقافة والفنون في دبي بموجب مرسوم ملكي من محمد بن راشد آل مكتوم، نائب رئيس الدولة رئيس مجلس الوزراء حاكم دبي، بعد 20 عاماً من العطاء. مسار مثير في قطاعات الأعمال الديناميكية ذات الأهمية الحيوية للتنمية الاقتصادية في دولة الإمارات العربية المتحدة: الاتصالات والنفط والغاز والإعلام والعقارات.
قبل انضمامهت إلى هيئة دبي للثقافة، كانت هالة مستشارًا أول للاتصالات الاستراتيجية لشركة بترول أبوظبي الوطنية (أدنوك). خلال فترة عملها مع أدنوك، تم إعارتها أيضًا إلى المجلس الوطني للإعلام كمستشارة أولى للإشراف على استراتيجية المحتوى وتجربة الزوار للجناح الوطني لدولة الإمارات العربية المتحدة في إكسبو 2020 دبي. قبل انضمامها إلى شركة أدنوك، أمضت 11 عامًا في شركة الاتصالات الثانية في الإمارات العربية المتحدة، دو، كنائبة الرئيس التنفيذي للعلامة التجارية والاتصالات.
تعمل هالة بدري على تشجيع ودعم الأنشطة الثقافية المجتمعية التي تساهم في تطوير البيئة والبنية التحتية للصناعات الثقافية والإبداعية في دبي، فضلاً عن دمج الثقافة في القطاع العام.
وأبرز الأنشطة هي:
- مهرجان طيران الإمارات للآداب.[13]
- منطقة القوز الإبداعية.[14]
- موسم دبي الفني.[15]
- أسبوع دبي للتصميم.[16]
- أسبوع دبي للساعة.[17]
- مهرجان سكة للفنون والتصميم.[18]

## عضويات مجلس الإدارة
بالإضافة إلى دورها الحالي كمدير عام لهيئة دبي للثقافة والفنون، تشغل المناصب التالية أيضًا:
- نائب رئيس مجلس إدارة مؤسسة دبي للمرأة.[19]
- نائب رئيس مجلس أمناء جائزة حمدان بن محمد بن راشد آل مكتوم الدولية للتصوير الضوئي.[20][21]
- عضو مجلس إدارة مجلس دبي للإعلام.[22][23]
- عضو مجلس أمناء كليات التقنية العليا.[24]
- عضو مجلس أمناء مؤسسة مدارس راشد ولطيفة.[25]
- عضو مجلس إدارة مدرسة المواطنين.[26]

## الإنجازات
سميت هالة بدري كمبتكرة رقم 25 في منطقة أوروبا والشرق الأوسط وأفريقيا في تقرير هولمز لعام 2018، واحتلت المرتبة 33 من بين أقوى 200 امرأة عربية في العالم في عام 2014 وفقًا لمجلة فوربس الشرق الأوسط، وفي المرتبة 37 من بين أقوى 100 سيدة أعمال عربية في الشركات المدرجة في عام 2012. في مايو 2024، اختيرت أيضًا كواحدة من أكثر 43 شخصًا إبداعًا في مجال الأعمال في فئة تقديم الأشياء الجيدة لمزيد من الناس من قبل فاست كومباني، تقديراً لدورها في تحويل القطاع الإبداعي والثقافي في دبي.
في عام 2012، اختيرت أيضًا باعتبارها الشخصية الحادية والعشرين الأكثر قوة وتأثيرًا في صناعة الإعلام والتسويق والإعلان في الشرق الأوسط في قائمة مجلة قوة التواصل 2012.
في عام 2003، حصلت مرتين على جائزة الشيخ راشد للتفوق العلمي، وذلك لإنجازها الأكاديمي المتميز خلال تعليمها السابق.